# 綾部光芳
綾部 光芳（あやべ みつよし、1934年10月17日 - ）は、日本の歌人。響短歌会主宰。歌誌「響」（隔月刊）編集人。日本短歌協会副理事長。現代短歌協会会員。日本歌人クラブ会員。埼玉県歌人会理事。牧水研究会会員。埼玉県飯能市出身。

## 略歴
1934年10月17日、埼玉県飯能市に生まれる。現在は埼玉県秩父市在住。大野誠夫に師事し、多大な影響を受ける一方で、斎藤茂吉、若山牧水あるいは日本の古典、仏教、文化財などにも傾倒し、幻想と写実の間を漂うような独自の世界を創造し、2012年にはいくつかの例外を除き、一首のなかに一ヶ所のみ漢字を記した短歌を収録した前代未聞の歌集『水月』を上梓するなど、実験的な活動を行うなどして注目されている。評論も多数発表している。

## 著書
- 合同歌集『七つの浪曼的情景』（1977年）
- 歌集『水晶の馬』（1980年、沖積舎）
- 歌集『希望園』（1986年、雁書館）
- 歌集『通奏低音』（1994年、短歌新聞社）
- 歌集『響』（2002年、短歌研究社）
- 歌集『水響』（2006年、ながらみ書房）
- 歌集『綾部光芳歌集』（2012年、砂子屋書房）
- 歌集『水月』（2012年、短歌研究社）
- 評論集『短歌の源流を尋ねて』（2008年、短歌研究社）
- 評論集（予定）『若山牧水の歌を読む』（2013年、ながらみ書房）